# Lee Seung-yun
Lee Seung-yun (hangul 이승윤, ur. 18 kwietnia 1995) – południowokoreański łucznik sportowy. Złoty medalista olimpijski z Rio de Janeiro.
Startuje w konkurencji łuków klasycznych. Zawody w 2016 były jego pierwszymi igrzyskami olimpijskimi. Po złoto sięgnął w drużynie, tworzyli ją również Kim Woo-jin i Ku Bon-chan. Indywidualnie zajął siódme miejsce. Na mistrzostwach świata w 2013 został mistrzem świata indywidualnie, w 2019 był trzeci w drużynie. Również w drużynie był trzeci w igrzyskach azjatyckich w 2014. 